# José Ramón Rodil y Campillo

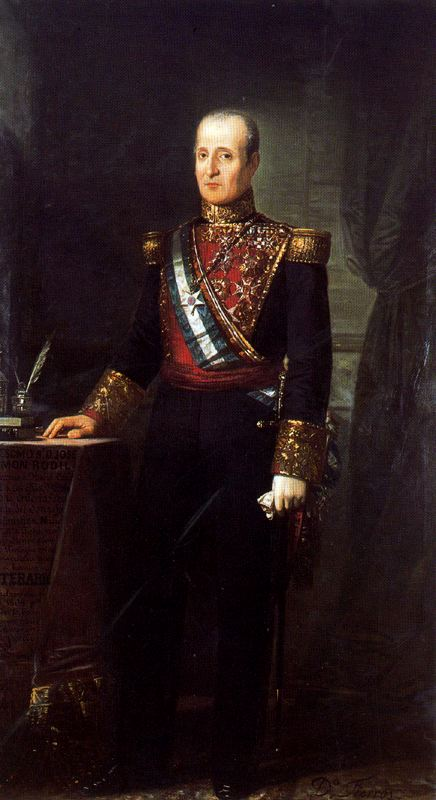
José Ramón Rodil y Campillo.

José Ramón Rodil y Campillo Galloso, markgraaf van Rodil (Santa María de Trobo, 5 februari 1789 - Madrid, 20 februari 1853) was een Spaans generaal, politicus en eerste minister. 

## Levensloop

### Spaanse Onafhankelijkheidsoorlog, Onafhankelijkheidsoorlog in Zuid-Amerika en de heerschappij van Ferdinand VII
Als student aan de Universiteit van Santiago de Compostela sloot hij zich bij het begin van de Spaanse Onafhankelijkheidsoorlog als vrijwilliger aan bij het bataljon van de literaire faculteit van het leger.
Na het einde van de oorlog werd hij officier van een infanterieregiment in Peru en werd er in 1817 gepromoveerd tot commandant en werd de bevelhebber van een bataljon. Na zijn harde opleiding voerde hij het bataljon als versterking naar de Spaanse troepen in Chili. Tussen maart en april 1818 nam hij als commandant ook deel aan verschillende veldslagen.
Nadat het leger in Chili zich terugtrok na verscheidene nederlagen, keerde Rodil terug naar Peru en werd er bevorderd tot kolonel. In 1823 werd hij in Zuid-Amerika bevorderd tot brigadier en werd hij tevens militair gouverneur, generaal-commandant en generaal-intendant. Dit kwam echter ten einde toen de Spanjaarden bij de slag van Ayacucho een zware nederlaag leden en de onderkoning van de Zuid-Amerikaanse kolonies de vrede ondertekende en waardoor de Zuid-Amerikaanse landen onafhankelijk werden. Op 9 december 1824 beëindigde Rodil zijn functies.
Op 22 januari 1826 keerde hij terug in Spanje en werd door koning Ferdinand VII benoemd tot veldmaarschalk. In 1831 werd hij als markgraaf tevens in de adelstand verheven.

### Regering van Isabella II en eerste minister
Na de dood van Ferdinand VII en de troonsbestijging van Isabella II  werd Rodil door regentes Maria Christina op 16 oktober 1833 benoemd tot luitenant-generaal en oppercommandant van een leger aan de grens met Portugal dat belast werd om troonpretendent Carlos María Isidro de Borbón gevangen te nemen. Carlos vond dat hij de rechtmatige opvolger was van zijn broer Ferdinand VII. De gevangenneming van Carlos mislukte echter, nadat hij naar Portugal en vervolgens naar het Verenigd Koninkrijk vluchtte.
In de periode van de Eerste Carlistenoorlog werd hij oppercommandant van het noordelijk leger en van 1834 tot 1835 was hij senator. Ook werd hij benoemd tot generaal-kapitein en generaal-inspecteur van de infanterie.
Op 27 april 1836 werd hij minister van Oorlog in de regering van Juan Álvarez Mendizábal en bleef dit tot op 15 mei 1836. Van 20 augustus tot 26 november 1836 was hij dit opnieuw in de regering van José María Calatrava.
Van 1836 tot 1843 was hij vervolgens de laatste onderkoning van Navarra en werd in deze functie generaal-kapitein van Aragón en oppercommandant van het leger in Centraal-Spanje. In 1841 kreeg hij de titel generaal-kapitein als eretitel. Van 24 juli 1839 tot 1 februari 1841 was hij tevens afgevaardigde van het parlement en van 29 oktober 1840 tot 17 juni 1842 was hij generaal-inspecteur van de infanterie en van het leger in Noord-Spanje.
Wegens zijn goede band met generaal Baldomero Espartero werd Rodil tijdens diens regentschap op 17 juni 1842 eerste minister van Spanje en bleef tot op 9 mei 1843 en was tegelijkertijd minister van Oorlog. Na zijn ontslag werd hij generaal-commandant van het hellebaardencorps en later de eerste generaal-inspecteur van het Spaanse politiekorps. Op 17 oktober 1849 werd hij benoemd tot senator voor het leven.
- Biblioteca Nacional de España: XX1519921
- Catàleg d'autoritats de noms i títols de Catalunya: 981058516231706706
- Gemeinsame Normdatei: 115676961
- International Standard Name Identifier: 0000 0000 4457 6619
- Library of Congress Control Number: no00007798
- Nederlandse Thesaurus van Auteursnamen: 133607860
- Système universitaire de documentation: 092102719
- Virtual International Authority File: 64741687
- WorldCat: E39PBJwthry33RwRvM66fYQyVC